# The Bandit's Waterloo
The Bandit's Waterloo er en amerikansk stumfilm fra 1908 af D. W. Griffith.

## Medvirkende
- Charles Inslee
- Linda Arvidson
- Marion Leonard
- Harry Solter
- Arthur V. Johnson